# 阿德萊德·艾姆斯
阿德萊德·艾姆斯（英語：Adelaide Ames，1900年6月3日—1932年6月26日），美國女性天文學家，曾在哈佛大學擔任研究助理。

## 生平
艾姆斯的父親是美國陸軍上校。她於1922年畢業於瓦薩學院（Vassar College），就讀拉德克利夫学院（現為哈佛大學的一部分）期間她在哈佛大学天文台工作，並於1924年獲得碩士學位。在天文台任職期間她和另一位著名女性天文學家塞西莉亞·佩恩-加波施金成為好友。之後和哈罗·沙普利一起進行螺旋星系的測光觀測，並藉由觀測星系旋臂的結果判斷這些天體距離地球相當遠。她和沙普利將位於后髮座和室女座之間的星系編成表，在1931年時已經收錄了超過2800個星系。並且兩人認為該「系統」距離地球超過1000萬光年，並橫跨超過200萬光年。這個目錄就是「沙普利－艾姆斯目錄」。

## 死亡
1932年6月26日，艾姆斯和朋友到新罕布夏州斯誇姆湖度假，搭船遊湖時遊船翻覆，艾姆斯身亡。葬於阿灵顿国家公墓。

## 外部連結
- The Astronomy Compendium （页面存档备份，存于）
- AIP History Newsletter